# Lotus Theory 1
Lotus Theory 1 — спорткар, представленный 16 сентября 2024 года. Производство намечено на 2027 год.

## Описание
Lotus Theory 1 является полностью электрическим гиперкаром. Заявленная мощность составляет 986 л. с., разгон до 97 км/ч — 2,5 сек., а максимальная скорость ограничена до 319 км/ч. Номинальный запас хода по циклу WLTP составляет 402 км. Ёмкость аккумулятора составляет 70 кВт·ч.
Дизайн автомобиля был упрощён за счёт использования 10 материалов, что намного меньше, чем типичные 100 материалов, которые можно найти в стандартных автомобилях. Наряду со встроенным аккумулятором в Theory 1 имеется топливный бак из переработанного углерода и корпус из композита и поликарбоната. Масса автомобиля составляет менее 3527 фунтов.
Система «Lotuswear» включает в себя тактильные подушки безопасности и яркое освещение по всему салону для взаимодействия как с водителем, так и с пассажирами. Рулевое колесо может вибрировать с любой стороны, сигнализируя водителю о необходимости поворота.
Конкурентом Lotus Theory 1 является McLaren F1.